# SAS: Tajemství přežití
SAS: Tajemství přežití (v anglickém originále SAS Survival Secrets) je sedmidílný britský dokumentární cyklus z let 2003-2004 o vojácích britské speciální jednotky Special Air Service. Tento dokument uvádí bývalý elitní voják Eddie Stone, známý z televizní show SAS: Máte na to?. Spolu s ním spolupracovali dva neznámí vojáci SAS, několik vysloužilých vojáků a hlavně britský národní hrdina John McAleese. Stone ukazuje, co musí vojáci snášet, jak probíhají operace, výcvik nováčků a hlavně obtížnost misí plněných protiteroristickými jednotkami SAS. Podle Stonea je to shrnutí všeho, co se za deset let naučil v jednotce SAS. V Česku byl seriál vysílán na stanici Viasat Explorer.

## Přehled dílů
1. Tým se vydává za nepřátelskou linii, aby vybudoval tajnou pozorovatelnu. Poznejte, jaké taktiky a pozoruhodnou palebnou sílu příslušníci SAS využívají, stanou-li tváří v tvář nepříteli a jaké dovednosti musí mít zdravotník, když se mise nezdaří a vojáci utrží vážná zranění, ohrožující jejich život. Tento díl je nejoblíbenější.
2. Tento díl zjistíme, jak přežít brutální výslech a mučení v rukou nemilosrdného nepřítele a Eddie nám ukáže, jak ve stylu SAS uprchnout a vyhnout se nepřátelským jednotkám.
3. Eddieho čtyřčlenná tělesná stráž dostala za úkol chránit britskou ministryni Longovou při návštěvě fiktivní, válkou zmítané země Mostovia. Pomocí množství archivních materiálů a rekonstrukcí nám Ediie Stone odhalí, jak tým tělesných strážců reaguje na různé hrozby a ozbrojené útoky. Když ministryni a mostovského předsedu vlády unesou teroristé, Stone a jeho tým chystají okamžitý útok na jejich opevnění.
4. Britská ministryně Longová a mostovský předseda vlády se stali rukojmími teroristů. Eddieho tým má za úkol je vysvobodit. Když teroristé zavraždí ministerského předsedu, příslušníci SAS nemají jinou možnost než vniknout do budovy a zachránit zbývající rukojmí.
5. V tomto díle nám Eddie odhalí, jak se protiteroristická jednotka na útok připravuje a jak taková operace probíhá. Tentokrát nás vojáci seznámí s různými metodami vniknutí, které SAS využívá, a zjistíme, zda Eddie a jeho tým dokáží ministryni bezpečně zachránit. V tomto díle se také divák dozví několik informací o slavné operaci Nimrod. V tomto díle otevřeně mluvil i reportér BBC Sim Harris, který byl jedním z rukojmích při obléhání Íránské ambasády.
6. V tomto speciálním dílu se Eddieho tým zúčastní dramatické operace, jejímž cílem je dopadnout válečného zločince, který se ukrývá na své základně hluboko za nepřátelskou linií. Do mise se zapojí i bojová jednotka Sabre Squadron, námořnictvo, letectvo, jízda a horské oddíly. Podaří se Eddiemu zločince zajistit a vydat živého?
7. Eddie Stone a John McAleese otevřeně hovoří o tom, jak se dostat k SAS a o životě v nejelitnější jednotce na světě. Staneme se svědky přísného procesu výběru, který absolvují nováčci a uvidíme, jak ze stovek uchazečů, kteří se domnívají, že na to mají, zůstává jen hrstka vyvolených. Chtějí-li se stát příslušníky SAS, počáteční výběr je teprve prvním krokem. Musejí přežít následný výcvik a stát se bojeschopnými a my se podíváme, jak toho dosáhnou.